# Thoothukkudi (distrikt)
Thoothukkudi är ett distrikt i Indien.   Det ligger i delstaten Tamil Nadu, i den södra delen av landet, 2 200 km söder om huvudstaden New Delhi. Antalet invånare är 1 750 176.
Följande samhällen finns i Thoothukkudi:
- Thoothukkudi
- Kovilpatti
- Kayalpattinam
- Tiruchchendur
- Arumuganeri
- Udankudi
- Srivaikuntam
- Kalugumalai
- Vilattikulam
- Sathankulam
- Ettaiyapuram
- Kulasekharapatnam
- Kulattūr
- Kayattār
- Eral
- Ālwār Tirunagari
- Pudūr
- Kadambūr
- Korampallam
- Ottapidaram